# Альтенар
Альтенар (нім. Altenahr) — громада в Німеччині, розташована в землі Рейнланд-Пфальц. Входить до складу району Арвайлер. Центр об'єднання громад Альтенар.
Площа — 14,84 км2. Населення становить 1914 ос. (станом на 31 грудня 2020).